# Sundvolden Grand Prix 2024
De twaalfde editie van de wielerwedstrijd Sundvolden Grand Prix vond plaats op 4 mei 2024. De wedstrijd startte in Sundvollen en finishte na 166,8 kilometer rond de Tyrifjord op de klim van Krokkleiva. De wedstrijd maakte deel uit van de UCI Europe Tour, met de categorie 1.2. De Noor Idar Andersen, rijdend voor de opleidingsploeg van Uno-X Mobility won de wedstrijd, voor zijn ploeggenoot Simon Dalby. Op plek vier was de Pool Marcin Budziński de beste niet-Scandinaviër. Lars Quaedvlieg was met zijn zesde plaats de beste van de twaalf Nederlandse deelnemers. Er stonden geen Belgische deelnemers aan de start.

## Uitslag
| Plaats  | Naam                   | Ploeg                 | Tijd     |
| ------- | ---------------------- | --------------------- | -------- |
| Winnaar | Idar Andersen          | Uno-X Mobility Dev.   | 3u59'24" |
| 2       | Simon Dalby            | Uno-X Mobility Dev.   | + 5"     |
| 3       | Tobias Svarre          | ColoQuick             | + 8"     |
| 4       | Marcin Budziński       | Mazowsze Serce Polski | + 14"    |
| 5       | Peter Hansen           | ColoQuick             | + 19"    |
| 6       | Lars Quaedvlieg        | Universe              | z.t.     |
| 7       | Emil Iwersen           | BHS-PL Beton Bornholm | z.t.     |
| 8       | André Drege            | Coop-Repsol           | + 28"    |
| 9       | Eivind Fougner         | Coop-Repsol           | z.t.     |
| 10      | Toralf Martinsen       | Lillehammer CK        | z.t.     |
| 11      | Adam Lewis             | Skyline               | + 45"    |
| 12      | Gustav Dahl            | Airtox-Carl Ras       | + 53"    |
| 13      | Eirik Vang Aas         | IL Stjørdals Blink    | + 56"    |
| 14      | Jørgen Songstad        | Ringerikskraft        | z.t.     |
| 15      | Conn McDunphy          | Skyline               | + 1'05'  |
| 16      | Jesper Stiansen        | Kristiansands CK      | + 1'12"  |
| 17      | Magnus Bak Klaris      | Airtox-Carl Ras       | z.t.     |
| 18      | Peder Gravås           | IL Stjørdals Blink    | z.t.     |
| 19      | Trym Westgaard Holther | Sandvika              | z.t.     |
| 20      | Halvor Dolven          | Uno-X Mobility Dev.   | z.t.     |